# エストニア改革党
エストニア改革党（エストニア語: Eesti Reformierakond）は、エストニアの自由主義政党。1994年創設。自由主義インターナショナルと欧州自由民主改革党に加盟している。
現在の党首はカヤ・カッラスで、2021年1月13日にユリ・ラタス首相が辞任表明したことを受け、同年1月26日より首相を務めている。